# Marie Davidsen
Marie Skurtveit Davidsen född den 20 augusti 1993 är en norsk handbollsmålvakt som spelar för CSM București och blev europamästare med Norge i EM 2022.

## Klubbkarriär
Marie Davidsen började spela handboll på Nordre Holsnøy IL. Hon spelade senare för Salhus, Bjørnar och Viking TIF.  2012 då hon var nitton år bytte till att vara målvakt i den norska elitklubben Tertnes IL.  Med Tertnes spelade hon i de europeiska cuperna varje säsong förutom säsongen 2018/2019. Hon vann även norska mästerskapet  2012 med U20-laget  i Tertnes. Sommaren 2019 började hon spela för  i den tyska bundesligaklubben Thüringer HC. Sedan säsongen 2021/2022 har hon haft kontrakt med rumänska klubben CSM Bukarest. Med Bukarest vann hon den rumänska cupen 2022.

## Landslagskarriär
Davidsen spelade två matcher för det norska B-landslaget den 7 och 8 oktober 2016. Nästan tre år senare var Davidsen återigen mellan posterna i B-landslaget, för vilket hon hittills har spelat nio matcher.  Den 2 mars 2022 gjorde hon sin internationella debut för det norska A-landslaget mot Montenegro. Hon deltog som tredjemålvakt i EM 2022 och vann ett EM-guld med Norge. Men hon spelade inga EM-matcher i turneringen.